# 古賀誠
古贺诚（1940年8月5日—），日本政治家。自由民主黨宏池會前會長。
- 1980年至2009年，連續10次当选众议员。
- 1996年在桥本龙太郎内阁内任运输省大臣。
- 其后担任自民党国会对策委员会委员长。
- 2000年底在加藤之亂（日语：加藤の乱）中背叛其本派会长加藤紘一的决定，分立为支持森喜朗的派別（日语：新財政研究会），并导致加藤派分裂。其后他被任命为自民党干事长以示奖励。
- 2001年至2006年小泉纯一郎任首相时受到冷落，没有出任内阁和自民党要职。
- 2007年福田康夫任首相时，起用古贺诚为自民党选举对策委员长。麻生太郎任首相时继续留任。2009年卸任。